# Fanny Reybaud
Henriette Étiennette Fanny Reybaud, nacida Arnaud, más conocida en su tiempo bajo el nombre de Madame Reybaud o de Madame Charles Reybaud (Aix-en-Provence, 13 de diciembre de 1802 - Niza, 25 de noviembre de 1870), fue una novelista francesa del siglo XIX.

## Biografía
Era hija de un médico, el doctor Arnaud, muy amigo de François-Auguste Mignet y de Adolphe Thiers. Desposó al periodista y diplomático marsellés Charles Reybaud, hermano de Louis Reybaud (1799-1879) -miembro de la Real Academia de Ciencias Morales y Políticas- y se instalaron en Angers, donde él redactaba Le Précurseur de l'Ouest. Desde 1830 la pareja se instaló en París. Próximo a los saintsimonianos, Charles Reybaud jugó un papel importante en la prensa participando especialmente en la creación de la Agencia Havas. Al dirigir Le Constitutionnel, permitió a su mujer publicar allí sus primeros folletines. Desde 1848 su marido optó por un semirretiro hasta 1852, año en que es nombrado agente en el Brasil. En París, Madame Reybaud frecuentó los mismos círculos literarios que Balzac. Murió en Niza en 1870.
Fue una escritora muy prolífica, que publicó sus primeras obras, cuadros de costumbres, bajo el pseudónimo de Hippolyte Arnaud (o simplemente H. Arnaud), antes de adoptar el de su marido y de volverse para la crítica en "Madame Reybaud". Publicó además novelas en la Revue de Paris, La Revue des Deux Mondes y Le Journal des Jeunes Personnes. Una de sus novelas, Les Épaves (1838), ruega en favor de la emancipación de los esclavos africanos y fue adaptada al teatro por Hans Christian Andersen en 1840 bajo el título de Mulatten. Esta misma novela inspiró al fértil comediógrafo Eugène Scribe el libreto de una ópera titulada Le Code Noir ("El Código Negro"), representada por primera vez en 1842 en la Ópera Cómica. Algunas de sus novelas conocieron numerosas ediciones, por ejemplo Le Cadet de Colobrières, reeditada en 1857 dentro de la popular Bibliothèque des chemins de fer de Louis Hachette.
Tuvo cierto prestigio literario a pesar de las críticas que apercibían s contención, su elegancia  un cierto conformismo que no alteraba las costumbres.
Son siempre las mismas calidades amables: una narración interesante, emotiva algunas veces; una pintura veraz y, pese a todo, discreta, de las clases sociales más opuestas; una riqueza en la descripción que no llegue a la exuberancia; un estilo elegante y natural que tenga pocos desmayos y nunca hiperbolice.
Sus primeros escritos narrativos son en el fondo cuadros de costumbres, pero se volvió pronto hacia la novela histórica. Fue muy traducida en el extranjero, en especial al danés. Cuando Le Cadet de Colobrières apareció en traducción inglesa, en 1847, un crítico americano la comparó al El Vicario de Wakefield de Oliver Goldsmith. También había dejado ya una crítica elogiosa en la revista americana The Living Age (vol. X, julio, agosto, septiembre de 1846), donde el autor compara el talento de Reybaud al de Prosper Mérimée, aunque sin la maestría en el diálogo de este, mientras que lo sobrepasa en pintura de la sensibilidad femenina. Otras tres novelas fueron reseñadas en la revista londinense Athenaeum (1828-1921): Les Anciens Couvents de Paris (The Old Convents of Paris, 1847), Les Deux Marguerite (The Two Marguerites, 1848) et Le Moine de Chaalis (The Monk of Chaalis, 1859), una novela gótica. El Christian Examiner (vol. LXIV, enero-mayo de 1858, p. 469) hizo el elogio de una obra que jamás abandona "el buen gusto o la moral", aunque le reprocha cierta languidez o falta de vigor que la hace desmerecer ante George Sand, Delphine de Girardin y Heures de prison de Marie Capelle.

## Obras

### Novelas
- Ce qu'on peut voir gratis dans une rue, novela
- Clémence, (con el pseudóninmo de A. Arnaud) 1843
- Clémentine et Félise, novela
- Deux à deux, novela, París: Hachette, 1861.
- Dona Mariana, Bruxelles, 1840
- Édouard Mongeron, novela
- Espagnoles et Françaises, novela
- Gabrielle et Lucie, novela, 1842
- Georges et Fabiana (1840), novela
- Hélène, novela
- L'Oncle César, novela
- La Dernière Bohémienne, novela
- Elys de Sault ou La Cour des Papes au milieu du XIVe siècle, Paris 1836, novela gótica cuya acción transcurre en la corte papal de Aviñón.
- Aventures d'un rénégat, 1836
- La Protestante ou les Cévennes au commencement du XVIIIème. siècle, 1828, (con un prefacio sobre la guerra de los camisards
- Le Cabaret de Gaubert, novela
- Le Cadet de Colobrières, novela, traducida al inglés en 1847, describe con humor las dificultades de la nobleza del Antiguo Régimen para acomodarse al nuevo orden social  político.
- le Château de Saint-Germain (1836)
- Le Moine de Chaalis, (Paris, Dumont, 1843) novela.
- Les Anciens Couvents de Paris (1848), novela.
- Les Deux Marguerite, 1845, novela.
- Lucie, 1841, novela.
- Madame de Rieux, seguida por Florita, Bruxelles, 1840
- Mademoiselle de Malepeire, 1855 (reeditada en 1990 por Actes Sud, es la historia de una joven de buena familiale que es rechazada por su familia cuando se casa con un aldeano. Años más tarde vuelve a la crónica de la actualidad asesinando a su marido. Fue tradcida al inglés.
- Mademoiselle de Chazeuil, 1844
- Marie, novela, 1853.
- Mémoires d'un garde de Paris, novela.
- Sans dot, novela.
- Theresa (1840)
- Valdepeuras (1839)

### Relatos
- « L'Avocat Loubet, Revue de Paris, tomo 36, 1836, p. 225-245 y tomo 37, 1837, p. 98-120.
- « Le Comte de Peñaparda», Revue de Paris, tome V, 1837, 66-98, p. 128-161, Bruxelles
- « Le Bal du vice-légat», Revue de Paris, tome XI, 1838, p. 220-253, Bruxelles.
- « Les Corbeaux», Revue de Paris, tome II, 1839, p. 149-175.
- «Le Dernier Oblat», Revue des Deux Mondes, tomo I, 1842, p. 585-616, y  tomo II, 1842, p. 183-209, 233-260, 400-431.
- « Dona Luisa», Revue de Paris, tomo VII, 1838, p. 23-54, 98-144
- «Les Épaves», Revue de Paris, tomo II, 1838, p. 23-84. [Bruxelles]
- «Le Fada», Revue de Paris, tomo III, 1838, 5-35. [Bruselas]
- «Une famille de Parias», Revue de Paris, tomo VIII, v. 44, 1837, pp. 69-109. [Paris]
- «Florita», Revue de Paris, tomo VIII, 1839, p. 5-38.
- «Les Lambert», Revue de Paris, tomo 29, 1841, p. 69-88. [Paris]
- «Lazarilla», Revue de Paris, tomo 18, 1835, p. 166-200. [Paris]
- «Madeline», Revue de Paris, tomo IV, 1839, p. 73-104.
- «Le Mari de la morte», L'artiste, 2ª serie, I, 1839, p. 52-55, 81-85.
- «Marie d'Enambuc», Revue des deux mondes, tomo II, 1840, p. 576-598, 625-667.
- «Marius Meinier», Revue de Paris, tomo VIII, 1838, p. 224-259. [Bruxelles]
- «Misé Brun», Revue des deux mondes, tomo III, 1843, p. 525-560.
- «Une ruine inédite», Revue de Paris, tomo VI, 1839, p. 134-136.
- «Salvador», Revue de Paris, tome 46, 1837, p. 80-108.
- «Théobald», Revue de Paris, tome 33, 1836, 248-274. [Paris]

### Poema
- «La Tache et la paillette», Journal des jeunes personnes, tomo 1.er de la 2ª serie, 1847, p. 18-19.